# مكتب البيت الملكي

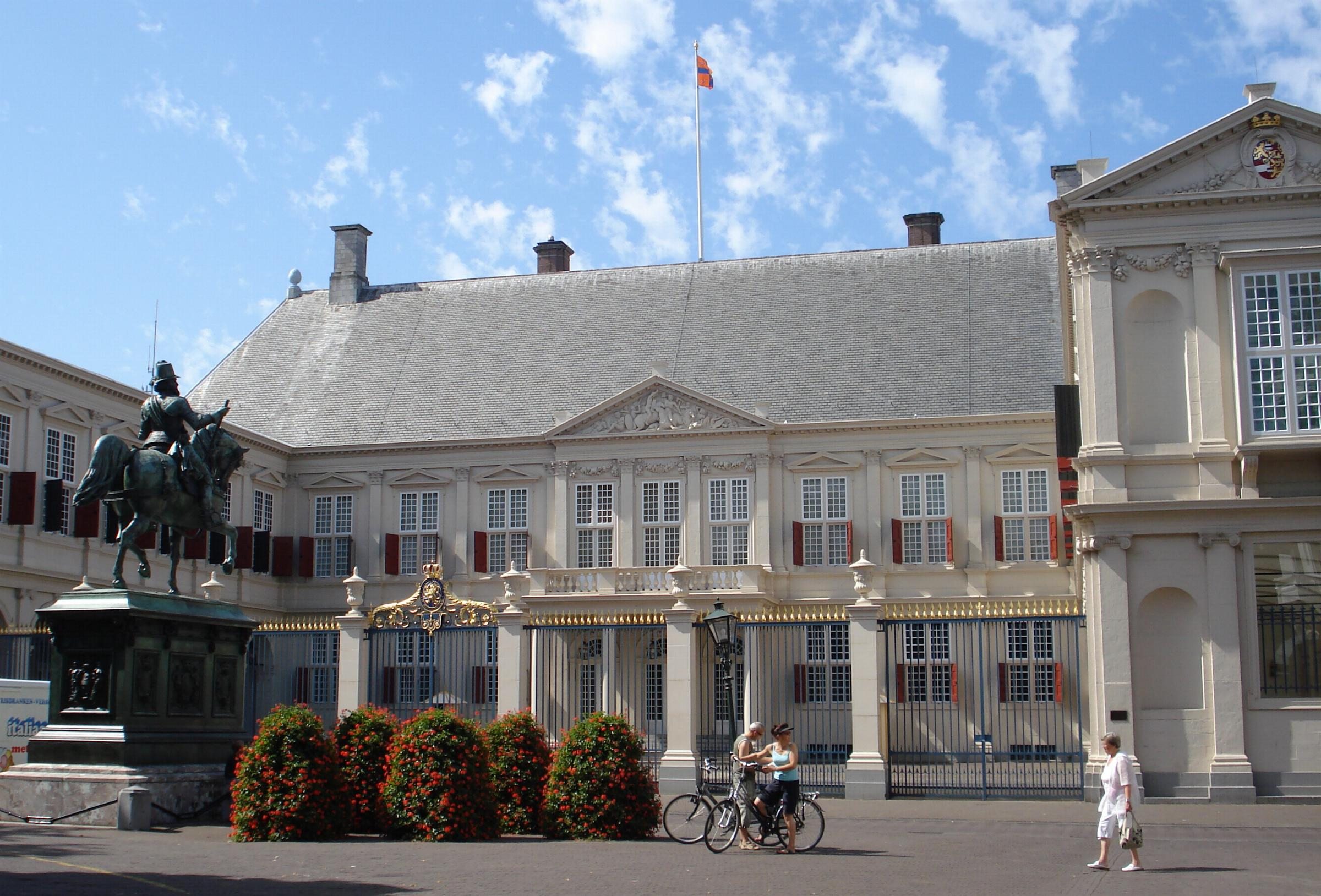
قصر نورتاينده، من عام 1984 هو قصر العمل لرئيس الدولة (حتى 30 أبريل 2013 من بياتريكس ملكة هولندا، ثم فيليم ألكساندر (ملك هولندا))

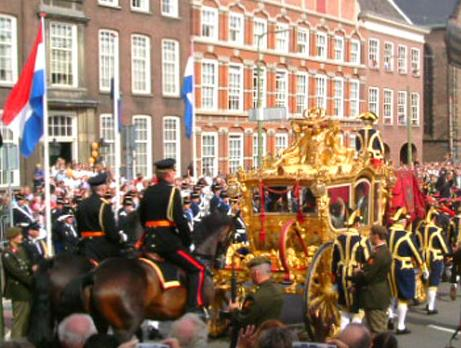
البلاط الملكي الهولندي في العمل على يوم الأمراء

مكتب البيت الملكي هو تعيين رسمي في البلاط الملكي لملك أو ملكة هولندا. والمكتب لديه نحو 350 موظف منتشر في البيت المدني والعسكري.